# أنتوني هوارد
أنتوني هوارد (بالإنجليزية: Anthony Howard) (و. 1979 – م) هو سباح، من المملكة المتحدة، ولد في بولتون، شارك في ألعاب الأولمبياد الصيفية سنة 2000.

## روابط خارجية
- أنتوني هوارد على موقع الاتحاد الدولي للسباحة (الإنجليزية)
- أنتوني هوارد على موقع أوليمبيديا (الإنجليزية)
- أنتوني هوارد على موقع دورة ألعاب الكومنولث 2006 (مؤرشف) (الإنجليزية)